# Universidade Federal de São Paulo
A Universidade Federal de São Paulo (Unifesp) é uma instituição de ensino superior pública brasileira localizada no estado de São Paulo, sendo uma das três universidades federais do estado, ao lado da Universidade Federal de São Carlos (UFSCar) e a Universidade Federal do ABC (UFABC). Formada por 7 campi distribuídos pelo estado, eles estão localizados na cidade de: Diadema, Guarulhos,  Osasco, Santos, São José dos Campos e São Paulo (com Campus São Paulo e Campus Zona Leste).
A Escola Paulista de Medicina, que deu origem à universidade, foi fundada em 1933 como uma escola de medicina privada na Vila Clementino. Em 1938 foi inaugurada no mesmo bairro a Escola Paulista de Enfermagem e, em 1940, o Hospital São Paulo, que ainda é o hospital-escola dos estudantes que são formados no Campus São Paulo. Com o passar dos anos, a instituição se sustentou por meio de recursos privados e subsídios governamentais, até ser federalizada em 1956.
Somente em 1994 foi fundada a Universidade Federal de São Paulo (Unifesp),  instituição de ensino superior especializada em ciências da saúde. A partir do Plano de Reestruturação e Expansão das Universidades Federais (Reuni), a Unifesp foi expandida em novos centros de ensino superior nos municípios de Santos, Diadema, Guarulhos, São José dos Campos e Osasco, com a ampliação dos cursos ofertados para as demais áreas do conhecimento. Atualmente, a Unifesp possui 57 cursos de graduação e 71 de pós-graduação. Além disso, possui os maiores programas de residência médica e multiprofissional do país.
Em 2024, a Unifesp foi eleita pela Times Higher Education a décima primeira melhor universidade da América Latina, sendo a oitava melhor universidade do Brasil. O Ranking Universitário da Folha de S.Paulo (RUF), edição de 2024, apontou a Unifesp como a décima melhor instituição de ensino superior brasileira. É reconhecida pelo Ministério da Educação como uma das melhores instituições de ensino superior do país, possuindo nota máxima no Índice Geral de Cursos de 2022.

## Campi
Atualmente a Unifesp é composta por sete campi distribuídos pelo estado de São Paulo:

### Campus São Paulo: Escola Paulista de Medicina e Escola Paulista de Enfermagem

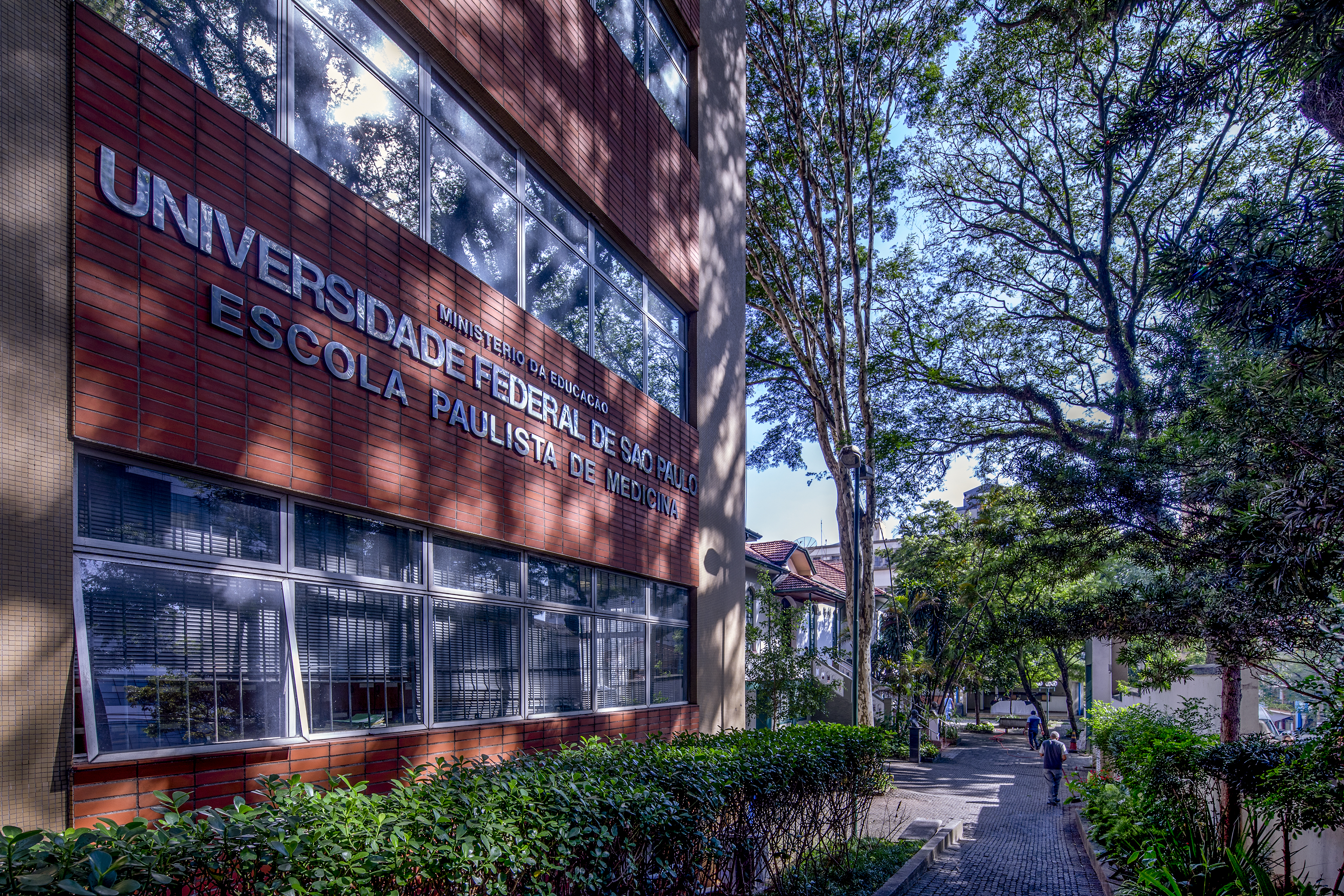
Campus São Paulo

O Campus São Paulo estabeleceu-se como tal, com sua Diretoria Acadêmica e as diretorias das duas escolas que o compõem, a partir da promulgação do Estatuto da Unifesp de 2011, após amplo processo de expansão da universidade, ocorrido na década anterior, e da mudança da Reitoria e da administração central para instalações próprias.

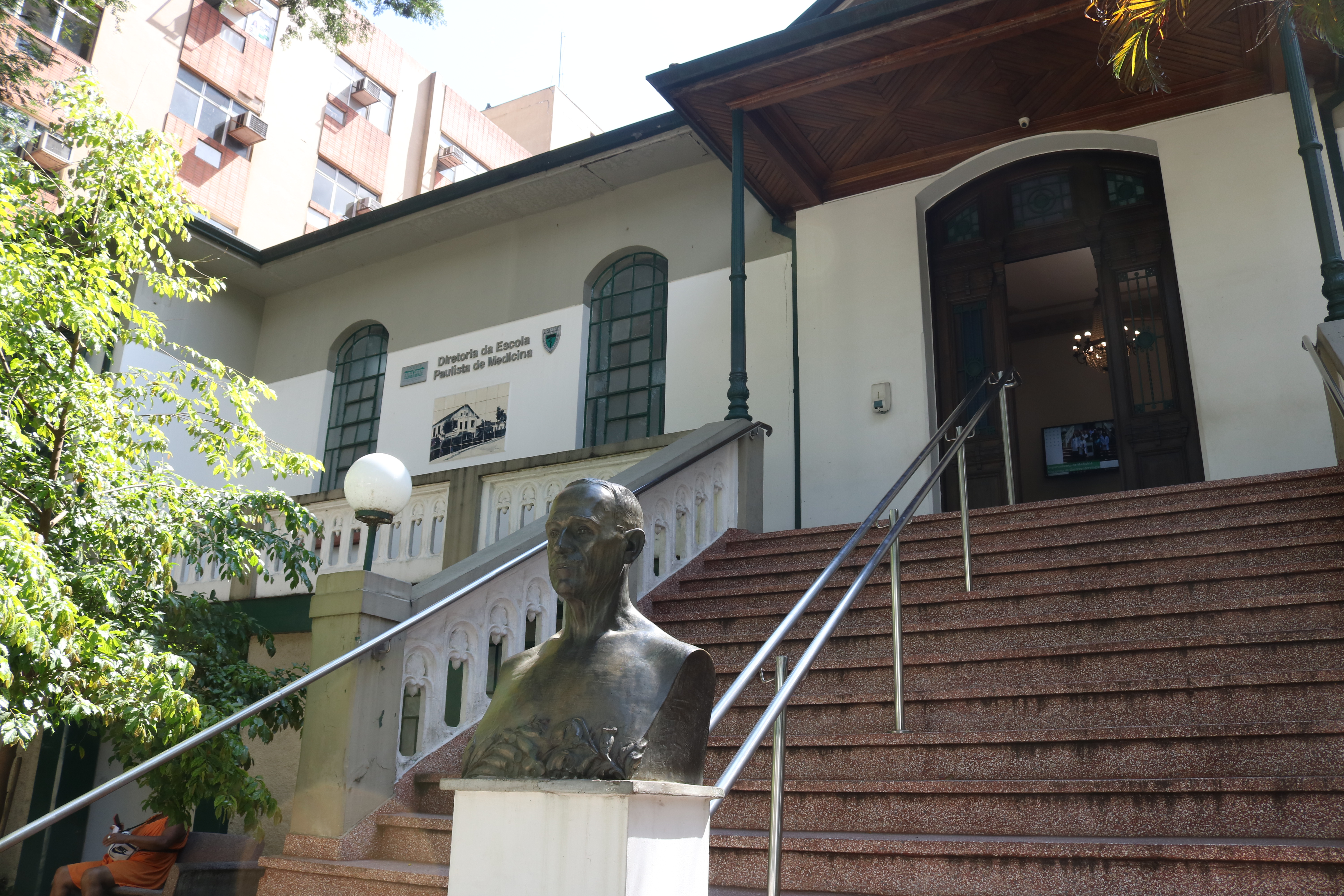
Fachada do Edifício Leitão da Cunha no Campus São Paulo, que deu origem ao símbolo da Unifesp

O Campus São Paulo é constituído por duas unidades acadêmicas: Escola Paulista de Medicina (EPM/Unifesp), que oferece os cursos de Medicina, Biomedicina, Fonoaudiologia e de Tecnologia Oftálmica em Saúde, em Radiologia e Oftálmica, e Escola Paulista de Enfermagem (EPE/Unifesp), que oferece o curso de Enfermagem. Ambas têm contribuído de forma relevante para os avanços das ciências, para a formação de profissionais de saúde e pesquisadores e para a excelência da assistência à saúde, sendo o Hospital São Paulo, hospital universitário da Unifesp, referência de alta complexidade para o país.

### Campus Baixada Santista: Instituto de Saúde e Sociedade e Instituto do Mar

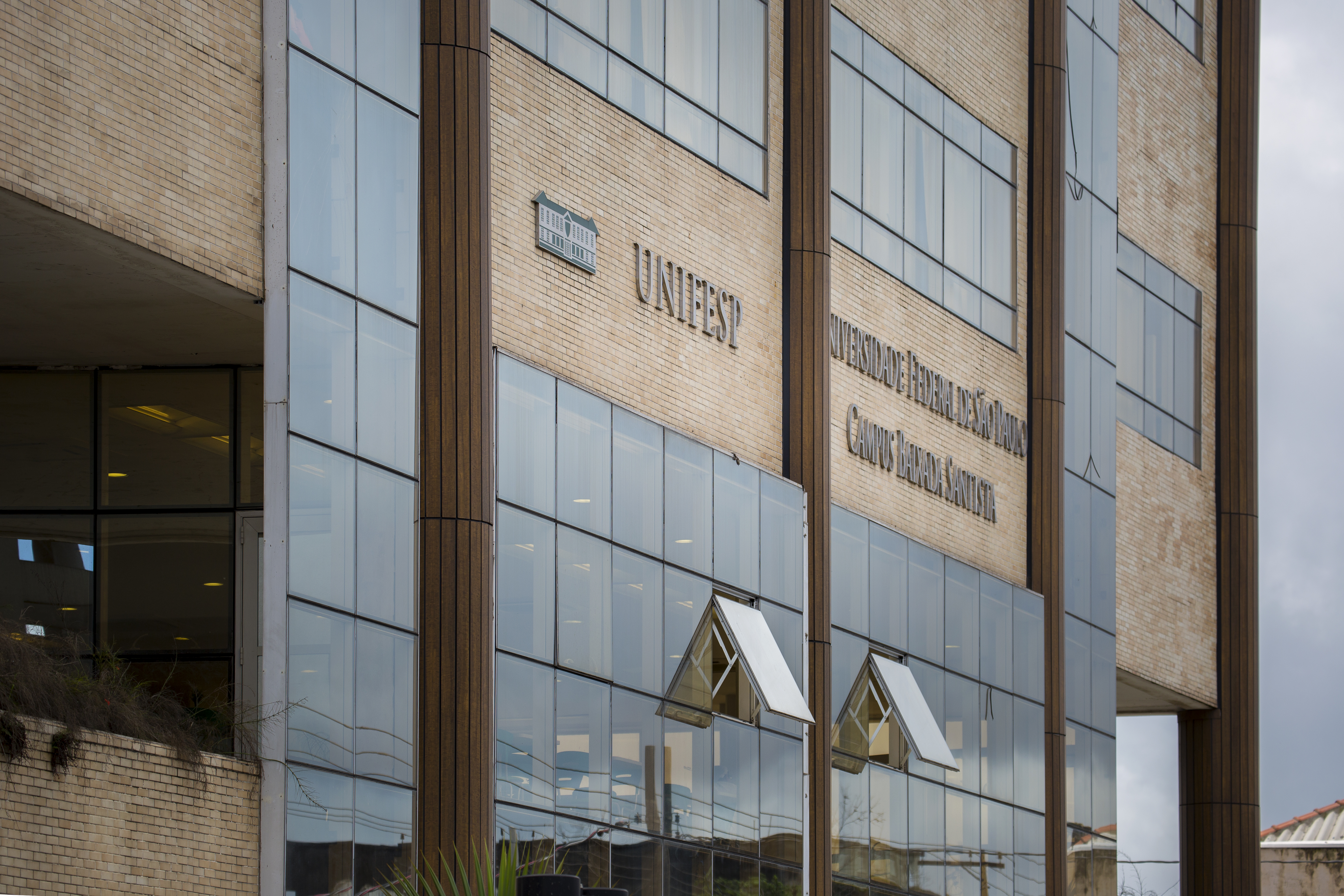
Campus Baixada Santista

O processo de expansão da Unifesp teve início efetivo com o Campus Baixada Santista. O cronograma de implantação deste campus foi negociado com o Poder Executivo municipal da cidade de Santos e dos demais municípios da Baixada Santista, por meio da iniciativa da classe política local.
Em setembro de 2004 foi oficializada sua criação em nível local e a implantação de seus primeiros cursos. Como modalidade sequencial de formação específica, com fornecimento de diploma de nível superior em áreas de fronteira das Ciências Humanas com a da saúde, foram implantados os cursos de Educação e Comunicação em Saúde e o de Gestão em Saúde. Estes cursos, com duração de dois anos, diplomaram suas turmas em outubro de 2006.
Em outubro de 2005 foi assinada a criação definitiva do campus pelo Ministro da Educação e, em dezembro do mesmo ano, ocorreu o primeiro vestibular para os cinco primeiros cursos de graduação ofertados: Fisioterapia, Terapia Ocupacional, Psicologia, Educação Física (Bacharelado - Modalidade: Saúde) e Nutrição. Em 2009, foi inaugurado um novo curso no campus: Serviço Social.
Atualmente o campus abriga duas unidades acadêmicas: Instituto de Saúde e Sociedade (ISS/Unifesp), que oferece os cursos de Educação Física, Fisioterapia, Licenciatura Intercultural Indígena, Nutrição, Psicologia, Serviço Social e Terapia Ocupacional, e Instituto do Mar (IMar/Unifesp), que oferece os cursos de Engenharia Ambiental, Engenharia de Petróleo, Interdisciplinar em Ciência e Tecnologia do Mar e Oceanografia.
O campus tem uma grande área de abrangência, incorporando a Região Metropolitana da Baixada Santista, que é composta por nove municípios: Santos, São Vicente, Cubatão, Praia Grande, Bertioga, Mongaguá, Itanhaém, Peruíbe e Guarujá. Com uma delimitação territorial de 2.373 km2, tem aproximadamente um milhão e seiscentos mil habitantes, o que justifica a importância de uma universidade pública na região.

### Campus Diadema: Instituto de Ciências Ambientais, Químicas e Farmacêuticas

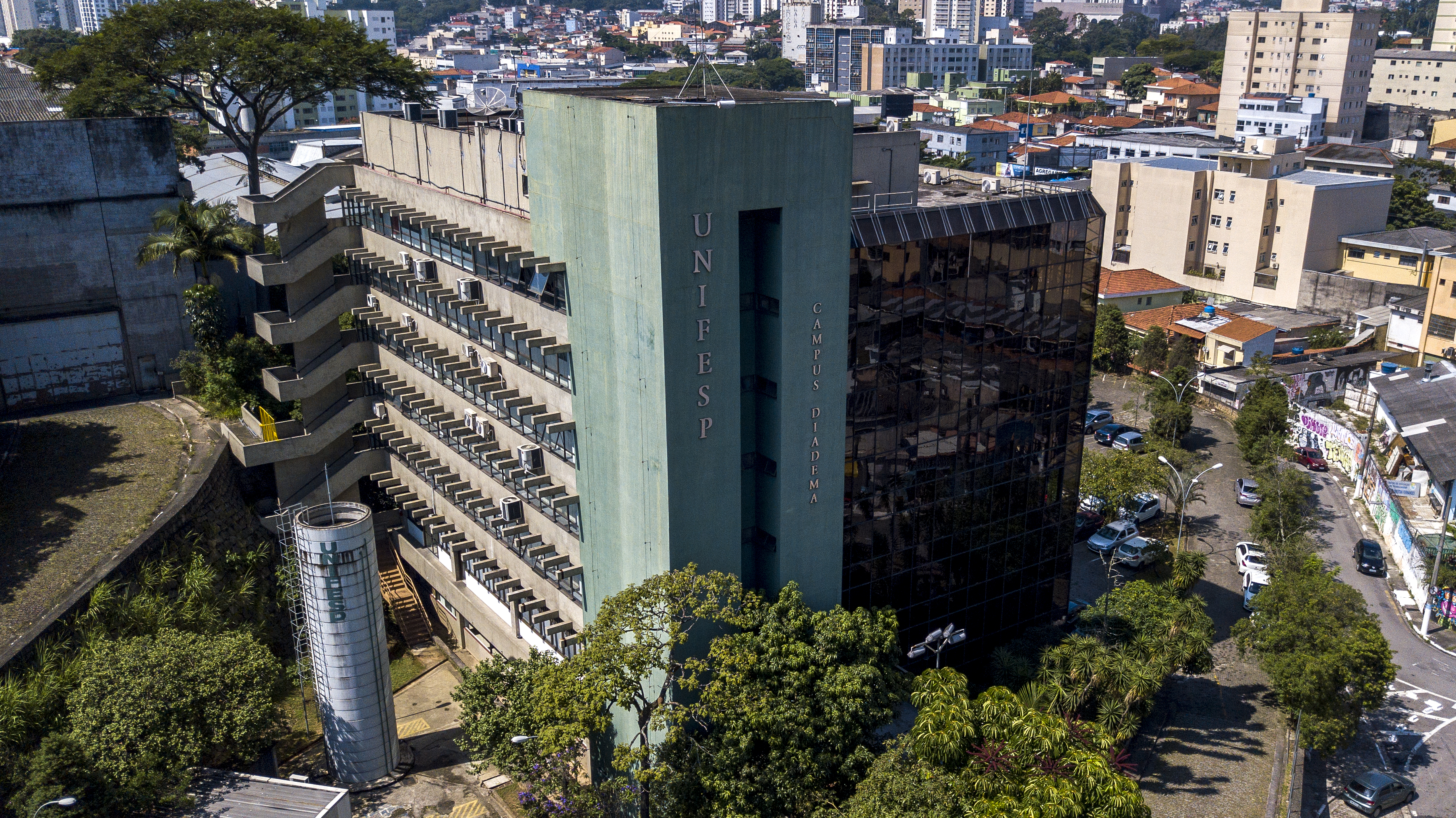
Campus Diadema

O Campus Diadema foi implantado em 2007 em uma região de alta densidade industrial, que, ao mesmo tempo, abriga área preservada de Mata Atlântica e parte da Represa Billings, evidenciando sua vocação para as ciências naturais e exatas, com ênfase nas ciências químicas, ambientais, biológicas, farmacêuticas e da educação. Além de contribuir para a melhoria dos indicadores socioeconômicos dessa parte da região metropolitana de São Paulo, sua finalidade é prover ao mercado profissionais competentes, técnica e cientificamente, que detenham uma visão contemporânea das respectivas profissões. A preparação desses profissionais – inclusive no âmbito social – inclui o enfrentamento dos problemas ambientais e de saúde que afetam o país, com vista à melhoria da qualidade de vida da população. Nessas condições, proporciona-se ao estudante uma sólida formação básica e transversal em Química, Física, Matemática, Biologia e processos tecnológicos, com capacitação para a comunicação oral e escrita e o exercício da liderança. Outra prioridade do campus é a formação de professores de Ciências e Matemática, tanto a inicial (em nível de graduação) quanto a continuada, procurando atender à alta demanda desses profissionais na rede pública.
O Instituto de Ciências Ambientais, Químicas e Farmacêuticas (ICAQF/Unifesp), que constitui a unidade universitária do Campus Diadema, oferece sete cursos de graduação: Ciências Ambientais, Ciências Biológicas, Engenharia Química, Farmácia, Licenciatura em Ciências, Química e Química Industrial, nos quais estão matriculados quase 3 mil estudantes. Em nível de pós-graduação, estão em vigência onze programas de pós-graduação, com cerca de 200 inscritos: Biologia Química, Química: Ciência e Tecnologia da Sustentabilidade, Ecologia e Evolução, Biotecnologia, Engenharia e Ciência de Materiais, Farmácia,  Física, Engenharia Química,  Ensino de Ciências e Matemática,  Profissional em Matemática,  e Análise Ambiental Integrada. São também desenvolvidas diversas ações de extensão universitária, principalmente nas áreas de educação e saúde, o que tem contribuído para uma aproximação gradual com a comunidade de Diadema.
O campus distribui-se em duas unidades: Unidade José Alencar, no Jardim Pitangueiras,, região central da cidade, e Unidade José de Filippi, na Villa Ellas, na região do Eldorado, próximo à Represa Billings, em área de proteção e recuperação de mananciais. Nessas unidades estão instalados – além da central de análises (multiusuários) – 60 laboratórios, dotados de equipamentos de ponta e destinados, separadamente, à pesquisa e ao treinamento dos estudantes de graduação. A ocupação do sítio Morungaba – terreno com cerca de 20 mil m2, situado às margens da represa e que também pertence à Unifesp –, ainda não ocorreu, pois o projeto definitivo das edificações e o licenciamento ambiental ainda estão em andamento.

### Campus Guarulhos: Escola de Filosofia, Letras e Ciências Humanas

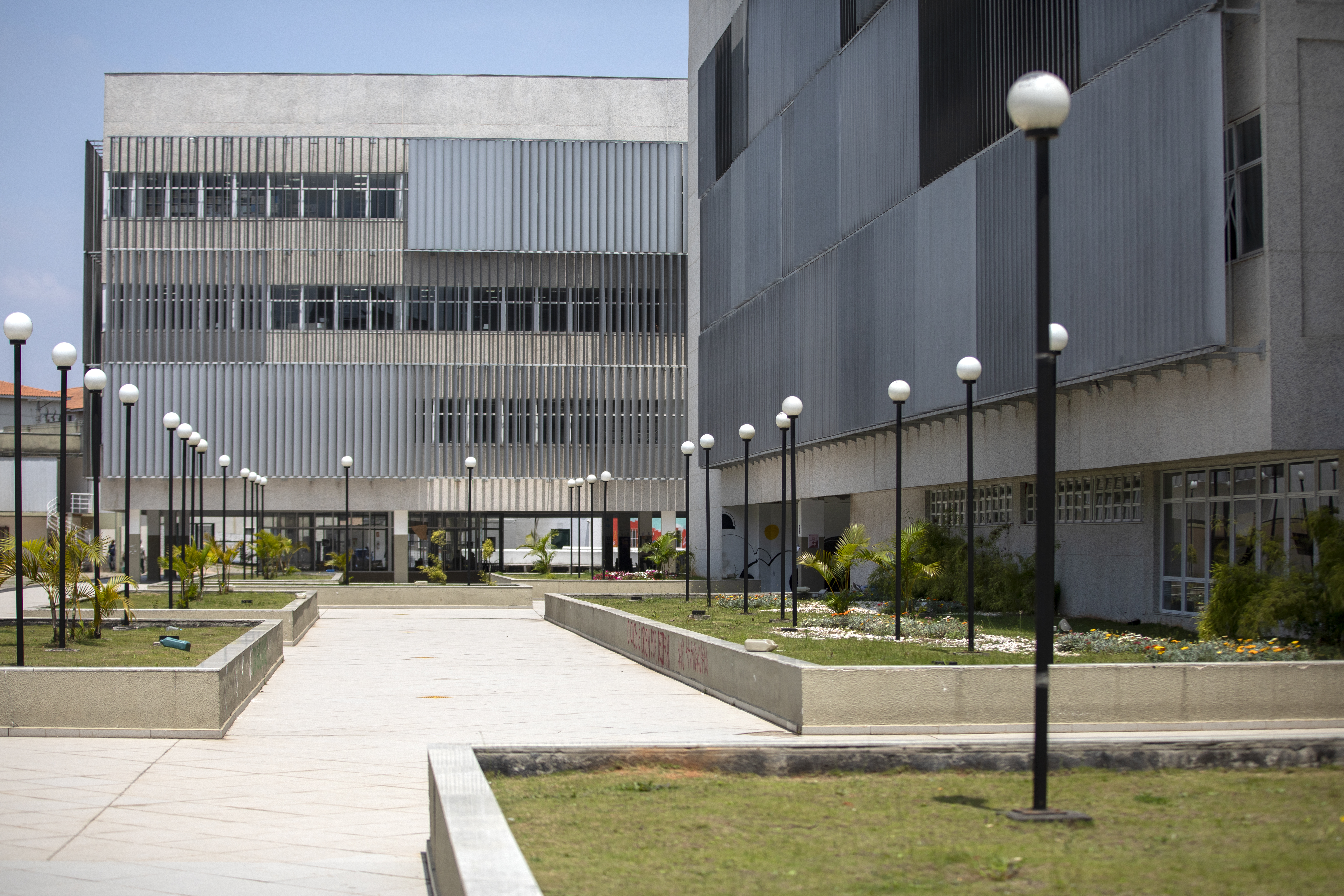
Escola de Filosofia, Letras e Ciências Humanas (EFLCH/ Unifesp) - Campus Guarulhos

Em plena expansão do ensino superior público no Brasil, no ano de 2005, a Unifesp, até então uma universidade tradicionalmente da área de saúde, decidiu ampliar suas áreas de conhecimento, firmar-se em novos territórios, criar programas de ações afirmativas, ampliar sua área de abrangência e aumentar o número de estudantes de graduação.
É nesse contexto que o Campus Guarulhos começou a ser idealizado. Em 2006, um grupo de assessores de outras universidades e docentes da área de humanidades atuantes na Unifesp, definiram o projeto pedagógico dos quatros primeiros cursos, ofertados no ano seguinte: Pedagogia, Ciências Sociais, História e Filosofia.
Em parceria com o poder público municipal, que garantiu a implantação de sua infraestrutura física, o Campus Guarulhos foi inaugurado em março de 2007.
Nesse mesmo ano, juntamente com a adesão da Unifesp ao Reuni (Programa de Apoio a Planos de Reestruturação e Expansão das Universidades Federais), foram aprovados, no Consu, mais dois cursos para o Campus Guarulhos, Letras e História da Arte, que tiveram sua primeira oferta de vagas no ano de 2010.
A transformação da Unifesp em universidade colocou o desafio de abrir-se para novos campos do saber, incorporando como objeto de ensino, pesquisa e extensão outras áreas imprescindíveis para o aprofundamento da reflexão sobre os problemas da sociedade brasileira e do mundo contemporâneo. Foi nessa perspectiva que se situou o Projeto Pedagógico do campus. Os cursos de graduação oferecidos organizaram-se em torno de três eixos de disciplinas: obrigatórias, de domínio conexo, formação complementar a ser cumprido em cursos diferentes daqueles que os estudantes se originam, e optativas, formação livre. Os Projetos Pedagógicos dos Cursos (PPC), entre outros aspectos, permitem o acesso aos textos originais que fundamentam as tradições de pensamento das respectivas áreas, e, ainda, à bibliografia crítica produzida em diferentes contextos acadêmicos.

### Campus São José dos Campos: Instituto de Ciência e Tecnologia

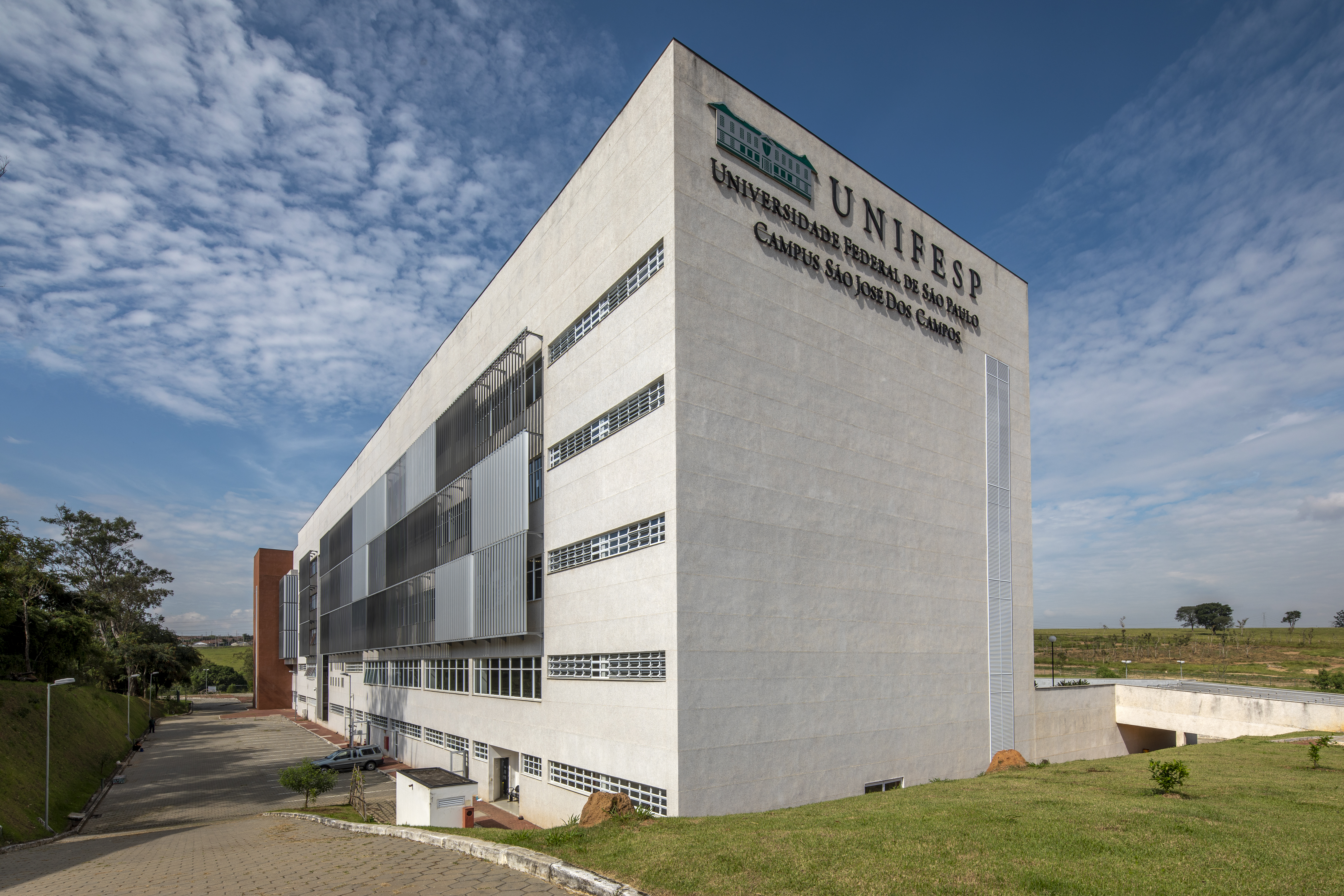
Instituto de Ciência e Tecnologia (ICT/Unifesp) - Campus São José dos Campos

Localizado em São José dos Campos, região do Vale do Paraíba com forte vocação científica e tecnológica, o Instituto de Ciência e Tecnologia (ICT/Unifesp) iniciou suas atividades em 2007 com o curso de graduação em Ciência da Computação. Na sequência, em 2009, foi criado o curso de Matemática Computacional. Em 2011, foi introduzido o Bacharelado em Ciência e Tecnologia, com duração de três anos. A partir de 2013, a forma de ingresso na instituição passou a ser unicamente por meio desse curso, que anualmente oferece 200 vagas no período diurno (em tempo integral) e 100 no período noturno. Com 1.200 alunos matriculados, o Bacharelado em Ciência e Tecnologia baseia-se em um projeto pedagógico interdisciplinar, sendo facultado aos alunos optarem, após a sua conclusão, pela continuidade de estudos em um dos seguintes cursos de formação específica: Biotecnologia, Ciência da Computação, Engenharia Biomédica, Engenharia de Computação, Engenharia de Materiais e Matemática Computacional.
Em 2014, o ICT/Unifesp transferiu a sede definitiva de seu campus para o prédio construído em área próxima ao Parque Tecnológico de São José dos Campos, onde passou a funcionar o ensino de graduação. As antigas instalações da Rua Talim, por sua vez, foram reservadas às atividades de pós-graduação. Com cinco pavimentos, o novo prédio possui 18 laboratórios, 20 salas de aula, auditório de 300 lugares, biblioteca com 30 mil volumes e restaurante universitário com capacidade para servir 1.200 refeições ao dia. Sua localização estratégica permite a colaboração com outras universidades e empresas voltadas à inovação tecnológica. Em seu entorno funcionam centros de pesquisa e desenvolvimento de empresas, como Embraer, Boeing e Vale, além de instituições de ensino e pesquisa, como Unesp, ITA, Fatec, IPT e Senai. Na mesma área do campus, planeja-se a edificação de outro prédio, com dimensões similares às do primeiro, para o desenvolvimento da pesquisa e pós-graduação. A expansão da infraestrutura tem o objetivo de contribuir para consolidar o ICT/Unifesp como um centro de excelência em pesquisa, ensino e extensão.

### Campus Osasco: Escola Paulista de Política, Economia e Negócios

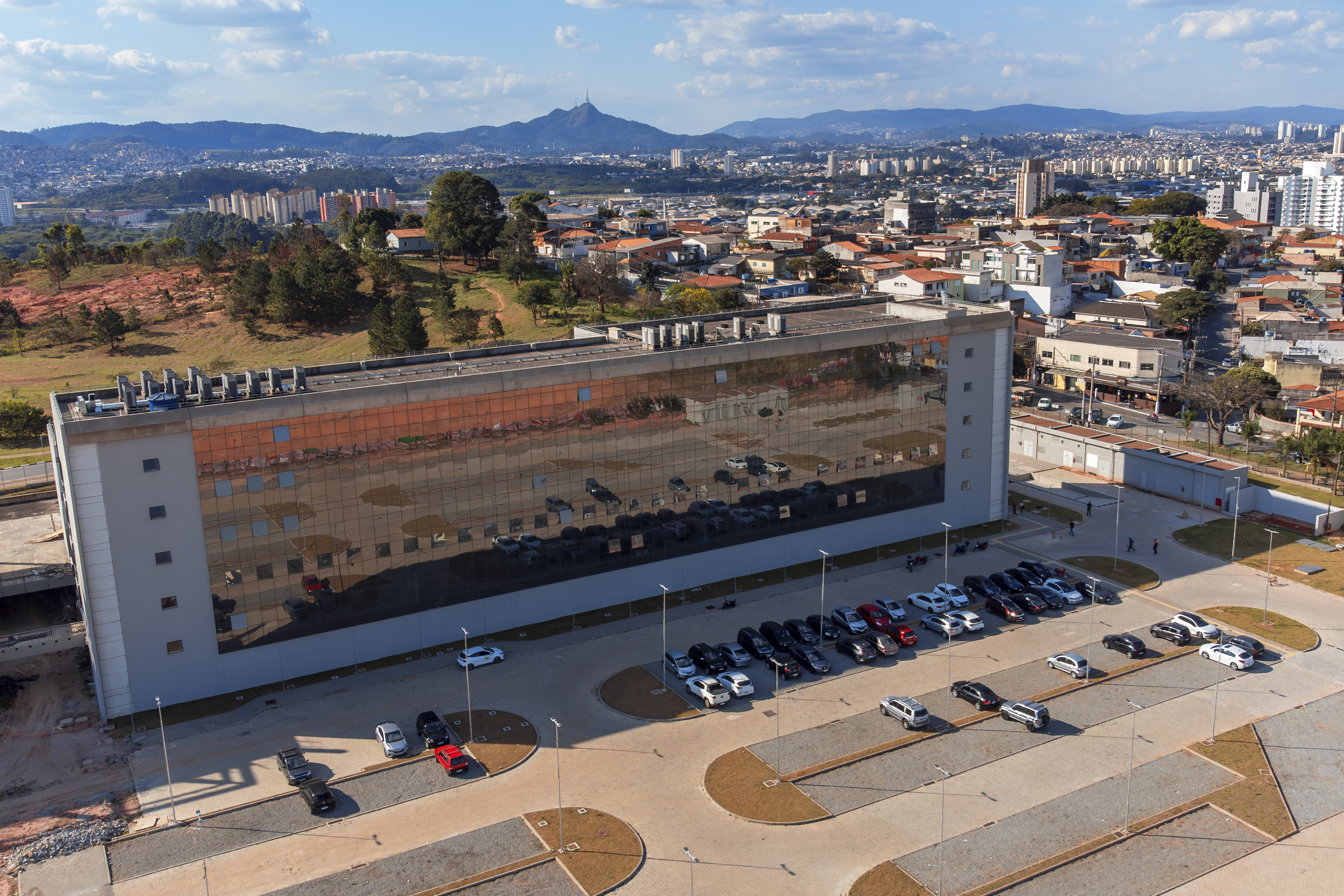
Campus Osasco

O Campus Osasco foi criado com o objetivo de proporcionar formação profissional múltipla e diversificada, com vistas à inserção proativa do aluno na sociedade brasileira. Em vez de áreas estanques, com conhecimentos compartimentados, o projeto do Campus Osasco visa à interação entre as áreas constitutivas da Eppen/Unifesp: Administração, Ciências Atuariais, Ciências Contábeis, Ciências Econômicas, Direito e Relações Internacionais, oferecendo ao aluno formação multidisciplinar e interprofissional.
Para isso, os cursos oferecidos pela Eppen/Unifesp são caracterizados por uma formação na qual se articulam os chamados Eixos Comuns e Eixos Específicos.
Os Eixos Comuns são compartilhados por alunos de todos os seis cursos oferecidos e buscam, por meio de turmas mistas, a articulação e a interação entre as diferentes áreas constitutivas da Eppen/Unifesp, promovendo a troca de experiências intelectuais, pessoais, sociais e profissionais.
Os Eixos Específicos são compostos pelas disciplinas relativas a cada curso de graduação. Para ampliar a possibilidade de formação multidisciplinar e interprofissional, muitas das disciplinas dos Eixos Específicos podem ser frequentadas como disciplinas eletivas por alunos originários de outros cursos da Eppen/Unifesp.

### Campus Zona Leste: Instituto das Cidades

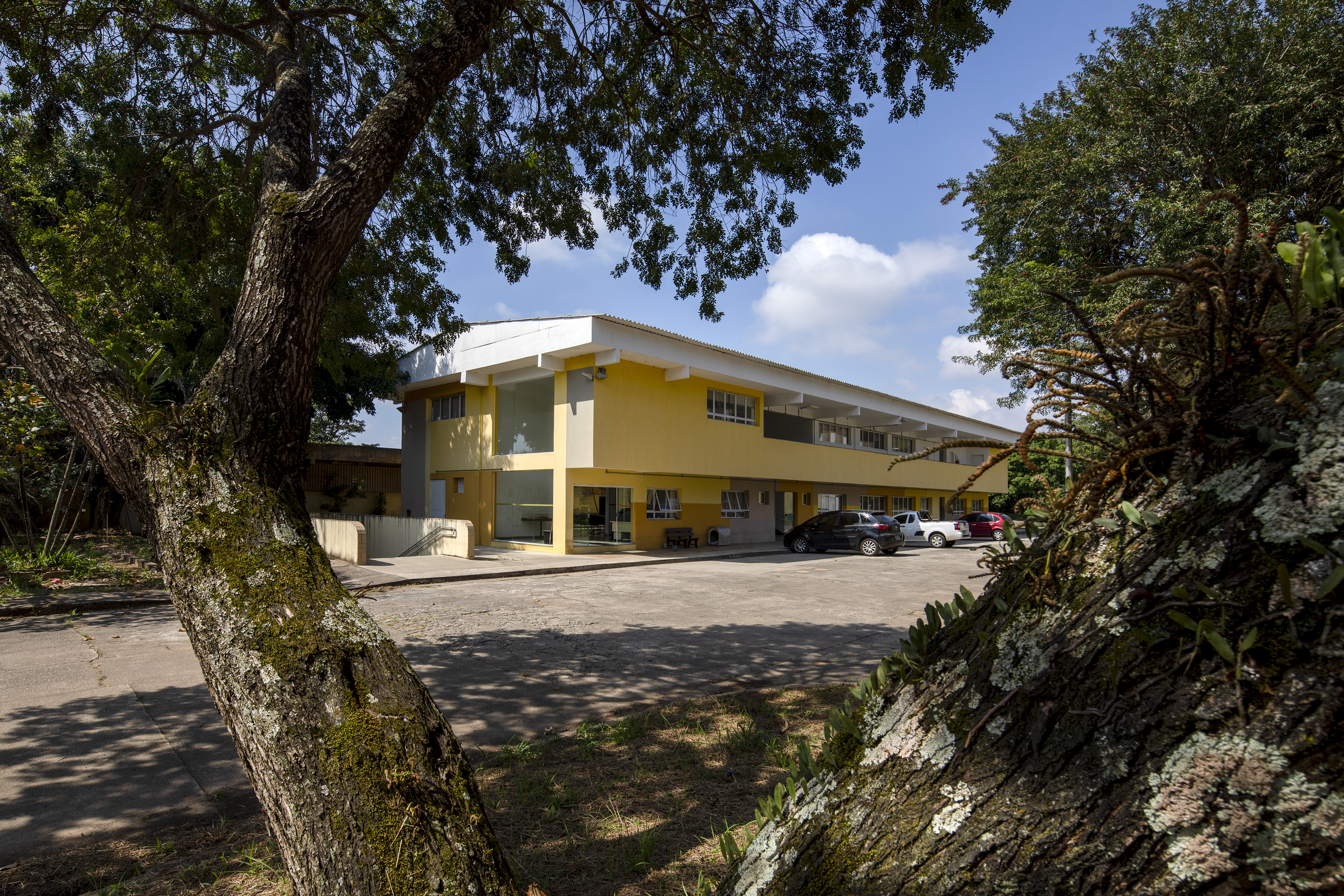
Campus Zona Leste

O Campus Zona Leste é resultado não apenas da ação do governo federal e da Unifesp como também da mobilização de movimentos sociais na região para a instalação de universidades públicas que atendam a uma população que hoje supera o número de 4 milhões de pessoas. Na década de 1980, com a redemocratização e a ação de base de diversos movimentos, a Zona Leste tornou-se um campo importante de mobilização popular pela democratização da cidade e da sociedade. Além das ações em favor da ampliação do acesso à escola de primeiro e segundo graus (hoje o ensino fundamental e o ensino médio), pela abertura das escolas no período noturno e pela democratização da escola (participação dos estudantes e comunidades na gestão), o movimento defendeu a existência de uma Universidade do Trabalhador, inspirada na pedagogia libertadora de Paulo Freire.
Em sessão histórica, no dia 17 de dezembro de 2014, com a presença de representantes do Movimento da Zona Leste, o Conselho Universitário aprovou por unanimidade o novo campus, com diversas manifestações de apoio ao projeto inovador e estratégico do Instituto das Cidades e todo o planejamento que está sendo feito para sua implantação. No dia 18 de dezembro, a então reitora, Soraya Smaili, foi a Brasília e assinou a pactuação aprovada pelo Conselho Universitário, dando oficialmente início ao Campus Zona Leste. Atualmente o Instituto das Cidades (IC/Unifesp) oferece o curso de Geografia.

## Graduação
| SÃO PAULO           | Biomedicina - Integral Curso Superior de Tecnologia Em Informática Em Saúde - Matutino Curso Superior de Tecnologia Em Radiologia - Integral Curso Superior de Tecnologia Oftálmica - Integral Curso Superior de Tecnologia Oftálmica - Matutino Enfermagem - Bacharel - Integral Fonoaudiologia - Integral Medicina - Integral |
| BAIXADA SANTISTA    | Educação Física - Integral Engenharia Ambiental - Noturno Engenharia De Petróleo - Integral Engenharia De Petróleo - Noturno Fisioterapia - Integral Interdisciplinar em Ciência e Tecnologia Do Mar - Noturno Interdisciplinar em Ciência e Tecnologia Do Mar - Vespertino Licenciatura Intercultural Indígena Nutrição - Integral Oceanografia Psicologia - Integral Serviço Social - Noturno Serviço Social - Vespertino Terapia Ocupacional - Integral |
| OSASCO              | Administração - Integral Administração - Noturno Ciências Atuariais - Integral Ciências Atuariais - Noturno Ciências Contábeis - Integral Ciências Contábeis - Noturno Ciências Econômicas - Integral Ciências Econômicas - Noturno Direito - Integral Relações Internacionais - Integral Relações Internacionais - Noturno |
| SÃO JOSÉ DOS CAMPOS | Biotecnologia - Integral Ciência da Computação - Integral Engenharia Biomédica - Integral Engenharia de Computação - Integral Engenharia de Materiais - Integral Interdisciplinar em Ciência e Tecnologia - Integral Interdisciplinar em Ciência e Tecnologia - Noturno Matemática Computacional - Integral |
| REITORIA            | Curso Superior De Tecnologia Em Design Educacional |
| DIADEMA             | Ciências - Noturno Ciências - Vespertino Ciências Ambientais - Integral Ciências Biológicas - Integral Engenharia Química - Integral Engenharia Química - Noturno Farmácia - Integral Farmácia - Noturno Química - Integral Química Industrial - Noturno |
| GUARULHOS           | Abi Ciências Sociais - Noturno Abi Ciências Sociais - Vespertino Abi Filosofia - Noturno Abi Filosofia - Vespertino Abi História - Noturno Abi História - Vespertino Abi Letras Português - Noturno Abi Letras Português - Vespertino Abi Letras Português-Espanhol - Noturno Abi Letras Português-Espanhol - Vespertino Abi Letras Português-Francês - Noturno Abi Letras Português-Francês - Vespertino Abi Letras Português-Inglês - Noturno Abi Letras Português-Inglês - Vespertino Ciências Sociais Bacharelado - Noturno Ciências Sociais Bacharelado - Vespertino Ciências Sociais Licenciatura - Noturno Ciências Sociais Licenciatura - Vespertino Filosofia Bacharelado - Noturno Filosofia Bacharelado - Vespertino Filosofia Licenciatura - Noturno Filosofia Licenciatura - Vespertino História Bacharelado - Noturno História Bacharelado - Vespertino História Da Arte - Noturno História Licenciatura - Noturno História Licenciatura - Vespertino Letras - Português (Bacharelado) - Noturno Letras - Português (Bacharelado) - Vespertino Letras - Português (Licenciatura) - Noturno Letras - Português (Licenciatura) - Vespertino Letras - Português e Espanhol (Bacharelado) - Noturno Letras - Português e Espanhol (Bacharelado) - Vespertino Letras - Português e Espanhol (Licenciatura) - Noturno Letras - Português e Espanhol (Licenciatura) - Vespertino Letras - Português e Francês (Bacharelado) - Noturno Letras - Português e Francês (Bacharelado) - Vespertino Letras - Português e Francês (Licenciatura) - Noturno Letras - Português e Francês (Licenciatura) - Vespertino Letras - Português e Inglês (Bacharelado) - Noturno Letras - Português e Inglês (Bacharelado) - Vespertino Letras - Português e Inglês (Licenciatura) - Noturno Letras - Português e Inglês (Licenciatura) - Vespertino Pedagogia - Noturno Pedagogia - Vespertino |
| ZONA LESTE          | Abi Geografia - Matutino Geografia Bacharelado Matutino Geografia Licenciatura Matutino |

## Órgãos estudantis
A transformação da Escola Paulista de Medicina para Universidade Federal de São Paulo trouxe também a necessidade de mudança da representação discente e organização estudantil, que foi tomando corpo nos anos 1990 e que está se expandindo na medida da implantação dos novos campi e cursos. Dos antigos "Centros Acadêmicos" que existiam no Campus Vila Clementino, como o pioneiro C.A.P.B. do curso de Medicina, houve a criação de uma estrutura de Diretório Central de Estudantes (DCE) e surgimento de Diretórios Acadêmicos, bem como novos CAs (Centros Acadêmicos) e associações acadêmicas ou atléticas para alguns dos cursos recém-implantados.
O principal organismo estudantil, o Diretório Central de Estudantes, foi fundado em 2001, e está localizado na Rua Pedro de Toledo 840, ao lado da Associação Atlética Acadêmica Pereira Barretto, dos estudantes de medicina, ocupando o prédio que foi no passado o Centro de Saúde da Vila Clementino.

### Centros e diretórios acadêmicos
| Centros e diretórios acadêmicos                        | Sigla        | Fundação               | Cursos representados                                                                                 | Campus              |
| ------------------------------------------------------ | ------------ | ---------------------- | --- | ------------------- |
| Centro Acadêmico Pereira Barretto                      | CAPB         | 2 de agosto de 1933    | Medicina                                                                                             | São Paulo           |
| Centro Acadêmico Ana Cristina Passarella Brêtas        | CAAB         | 10 de julho de 1979    | Enfermagem                                                                                           | São Paulo           |
| Centro Acadêmico de Economia                           | CAE          | 25 de novembro de 2015 | Ciências Econômicas                                                                                  | Osasco              |
| Centro Acadêmico de Relações Internacionais            | CARI         | 10/2014                | Relações Internacionais                                                                              | Osasco              |
| Centro Acadêmico de Ciências Atuariais                 | CATU         | 06/2016                | Ciências Atuariais                                                                                   | Osasco              |
| Centro Acadêmico Leal Prado                            | CALP         |                        | Biomedicina                                                                                          | São Paulo           |
| Centro Acadêmico de Tecnologias em Saúde               | CATS         | 10/2012                | Tecnologia Oftálmica, Tecnologia em radiologia e Tecnologia em Informática em Saúde                  | São Paulo           |
| Centro Acadêmico de Fonoaudiologia Jacy Perissinoto    | CAF          | 1996                   | Fonoaudiologia                                                                                       | São Paulo           |
| Centro Acadêmico Ada King                              | CAAK         |                        | | São José dos Campos |
| Centro Acadêmico Alexander Fleming                     | CAAF         |                        | Farmácia bioquímica                                                                                  | Diadema             |
| Cento Acadêmico Unifesp de Engenharia Química          | CAUEQ        |                        | Engenharia Química                                                                                   | Diadema             |
| Centro Acadêmico III de Setembro                       | CAIIIS       |                        | Ciências Biológicas                                                                                  | Diadema             |
| Centro Acadêmico Simão Matias                          | CASM         |                        | Química, Química industrial                                                                          | Diadema             |
| Centro Acadêmico de Ciências Ambientais Unifesp        | CACAU        |                        | Ciências Ambientais                                                                                  | Diadema             |
| Centro Acadêmico Professora Anna Canavarro             | CAPAC        |                        | Ciências                                                                                             | Diadema             |
| Centro Acadêmico Unificado da Unifesp Baixada Santista | CA Unificado |                        | | Baixada Santista    |
| Diretório Acadêmico XIV de Março                       | DA XIV/08    |                        | Administração, Ciências Atuariais, Ciências Contábeis, Ciências Econômicas e Relações Internacionais | Osasco              |
| Centro Acadêmico de Pedagogia Cecília Meireles         | CAPED        | 2008                   | Pedagogia                                                                                            | Guarulhos           |
| Centro Acadêmico de Geografia Rodrigo Martins dos Reis | CAGEO        | 2020                   | Geografia                                                                                            | Zona Leste          |

### Associações atléticas
A universidade possui pelo menos 6 associações atléticas em funcionamento:
- Associação Atlética Acadêmica Pereira Barretto (AAAPB) - Medicina;[19]
- Associação Atlética Acadêmica Unifesp Diadema;
- Associação Atlética Acadêmica Jean Azevedo;
- Associação Atlética Acadêmica Unifesp Osasco;
- Associação Atlética Acadêmica IV de Junho;
- Associação Atlética Acadêmica Unifesp Guarulhos.

## Reitores da Unifesp
Lista de reitores da Unifesp desde o seu estabelecimento como universidade:
- 1994 - 1995: Manoel Lopes (quando da criação da Unifesp) * Pró-tempore;
- 1995 - 2003: Hélio Egydio Nogueira (Departamento de Cirurgia - Disciplina de Urologia)
- 2003 - 2008: Ulysses Fagundes Neto (Departamento de Pediatria)
- 2008 - 2009: Marcos Pacheco Ferraz (Departamento de Psiquiatria. Após renúncia do reitor à época) * Pró-tempore;
- 2009 - 2013: Walter Manna Albertoni (Departamento de Ortopedia e Traumatologia);
- 2013 - 2017: Soraya Soubhi Smaili (Departamento de Farmacologia);
- 2017 - 2021: Soraya Soubhi Smaili (Departamento de Farmacologia);
- 2021 - 2022: Nelson Sass (Departamento de Obstetrícia).
- 2022 - atual: Raiane Patrícia Severino Assumpção (Centro de Antropologia e Arqueologia Forense).